# Алоян, Арамаис Никогосович
Арамаи́с Никого́сович Алоя́н (арм. Արամաիս Ալոան, 30 апреля 1962, Ереван) — депутат парламента Армении.
- 1979—1984 — Армянский сельскохозяйственный институт. Инженер-техник. Кандидат технических наук.
- 1984—1986 — инженер Ереванского лесного хозяйства.
- 1986—1988 — техник автобазы «Турист».
- 1988—1992 — помощник начальника леса в Ереванском лесном хозяйстве.
- 1990—1995 — депутат Мясникского райсовета (г. Ереван).
- 1992—1996 — заместитель начальник штаба труда и войны ветеринаров.
- С 1996 — заместитель начальника управления производства хлебопродукции министерства сельского хозяйства и заготовок Армении.
- 1996—2000 — заместитель директора пенсионно-социального центра, а затем директор.
- 2000—2003 — депутат парламента. Член постоянной комиссии по здравоохранению, социальным вопросам, по вопросам охраны природы. Член партии «Оринац Еркир».